# Liripora lobifera
Liripora lobifera är en mossdjursart som beskrevs av Taylor och Gordon 200. Liripora lobifera ingår i släktet Liripora och familjen Diastoporidae. Inga underarter finns listade i Catalogue of Life.